# Société des prêtres catholiques
 (mars 2011).
- Si vous ne connaissez pas le sujet, laissez ce bandeau (vous pouvez alors contacter les auteurs).
- Si vous supprimez le contenu mis en cause (vous pouvez préalablement contacter les auteurs),

argumentez précisément cette suppression dans la page de discussion
(un manque de référence n'est pas un argument ; une recherche réelle de référence doit avoir été effectuée, être formellement documentée).
La Société des prêtres catholiques (Society of Catholic Priests, couramment abrégé en SCP) est une association de prêtres anglicans de tendance anglo-catholique. Elle a été créée en 1994 à la suite de l'introduction de l'ordination des femmes dans l'Église d'Angleterre, par des ecclésiastiques favorables à cette mesure, et qui se réclament d'un « catholicisme évangélique ».

## Formation des différentes branches de la société
Lors de l'introduction de l'ordination des femmes par le synode général de l'Église d'Angleterre, de nombreux prêtres de tendance anglo-catholique appartenaient à une fraternité sacerdotale proposant soutien spirituel et adoption d'une règle de vie, la plus connue étant la Société de la Sainte-Croix (SSC) fondée en 1855. Ces sociétés ayant marqué leur opposition au sacerdoce des femmes, le curé de St Mary Newington, Michael Hart, quitte la SSC et entreprend de fonder une association alternative. 
Il est rejoint par 13 autres prêtres du diocèse de Southwark pour l'érection de la société des prêtres catholiques, le 15 septembre 1994.
En 2009, une nouvelle branche de la société est fondée pour les prêtres de l'Église épiscopale des États-Unis ou de l'Église anglicane du Canada.

## Fonctionnement et particularités
Outre le fait d'être prêtre au sein de la Communion anglicane ou dans l'une des Églises en pleine communion avec celle-ci, un certain nombre de points de doctrine sont exigés comme conditions d'appartenance à la société. Une partie sont caractéristiques de l'anglo-catholicisme en général :
- croire que les églises de la Communion anglicane sont une branche de l'unique Église catholique et apostolique, ce qui forme la théorie des branches ;
- croire en la présence réelle du Christ dans l'eucharistie ;
- recourir aux sept sacrements et les pratiquer soi-même.

Mais la société se démarque en ajoutant un autre point de doctrine : il faut, pour devenir membre, déclarer qu'on croit que l'Église se doit d'ordonner au sacerdoce, au diaconat ou à l'épiscopat tous ceux qu'elle discerne comme étant appelés par Dieu à de tels offices, indépendamment de toute question de race, de sexe, de handicap ou d'orientation sexuelle.
La société des prêtres catholiques revendique environ 600 adhérents et adhérentes. Elle est placée sous le patronage de l'archevêque de Cantorbéry Rowan Williams. Elle est proche de l'association Affirming Catholicism qui joue un rôle plus politique et de lobbying, et qui accueille également des membres laïcs. Les deux associations joignent ainsi leurs efforts  en 2003 pour dénoncer le retrait forcé de Jeffrey John, chanoine gai militant et membre de la SCP, qui avait été nommé au poste d'évêque de Reading.
La Dearmer Society fondée en 2003, est une société sœur destinée à accueillir les ordinands avant qu'ils soient ordonnés diacres.